# Gallese, Viterbo
Gallese là một đô thị thuộc tỉnh Viterbo, 35 km so với tỉnh lỵ. 
Thị xã có dân số 2757 người (thời điểm năm 2001). Diện tích là 37,3 km2.